# Angwin
Pour les articles homonymes, voir Angwin (homonymie).
Angwin est une census-designated place située dans le comté de Napa dans la région de la baie de San Francisco, dans l’État de Californie, aux États-Unis. Sa population s’élevait à 3 051 habitants lors du recensement de 2010.

## Histoire
La ville fut nommée en 1874 par Edwin Angwin qui y fonda un centre de villégiature. Edwin Angwin (1841–1919) était natif de St. Agnes dans les Cornouailles en Angleterre. Angwin est un nom de famille cornique signifiant « le blanc » (an = le ; gwynn = blanc ).
Angwin est le siège de nombreux fidèles de l'Église adventiste du septième jour. En 1909, le Pacific Union College, une université privée d'arts libéraux, quitta Healdsburg et s'installa à Angwin.
Bien que les habitants de la ville consomment peu d'alcool en raison de leurs croyances religieuses, la région est connue pour ses vignes et ses caves à vin réputées.

## Démographie
| 2000  | 2010  | - | - | - | - |
| ----- | ----- | - | - | - | - |
| 3 148 | 3 051 | - | - | - | - |

## Source
- (en) Cet article est partiellement ou en totalité issu de l’article de Wikipédia en anglais intitulé « Angwin, California » (voir la liste des auteurs).

1. ↑  « Statistiques des États-Unis (Arizona) - Profils des communautés de 2010 » (consulté en novembre 2020)